# Championnat de Polynésie française de football 2019-2020
Navigation
Saison précédente Saison suivante
La saison 2019-2020 du Championnat de Polynésie française de football est la soixante-treizième édition du championnat de première division en Polynésie française. Les dix meilleurs clubs de Polynésie sont regroupés au sein d'une poule unique, la Ligue Mana, où ils s'affrontent à trois reprises au cours de la saison. Le dernier est relégué en Division 2 tandis que l'avant-dernier affronte le vice-champion de Division 2 en barrage de promotion-relégation.
C'est l’AS Pirae qui est sacrée champion de Polynésie cette saison après avoir terminé en tête du classement final. C'est le neuvième titre de champion de Polynésie française de l’histoire du club.

## Déroulement de la saison
Le championnat débute le 27 septembre 2019, après la 15e journée le 14 mars 2020, il est arrêté à cause de la pandémie de covid-19. Le 16 mai 2020, il est décidé de faire jouer les trois premiers dans un tournoi pour attribuer les places de qualification pour la Ligue des Champions de l'OFC. Le 27 mai 2020, le championnat est définitivement arrêté, le classement est considéré comme classement final, l’AS Pirae est sacré champion, avec son dauphin, l'AS Vénus, ils participeront à la Ligue des champions de l'OFC 2021.
La Coupe ayant été arrêtée après les quarts de finale, le troisième, l'AS Tiare Tahiti est qualifié pour la Coupe de France.
Il n'y aura pas de relégations cette saison. 

## Qualifications continentales
Le champion de Polynésie française et son dauphin obtiennent chacun leur billet pour la phase de poules de la Ligue des champions de l'OFC 2021.

## Les clubs participants
- AS Pirae
- AS Tefana
- AS Vénus
- AS Dragon
- AS Olympique de Mahina - Promu de Division 2
- AS Manu-Ura
- AS Taravao AC - Promu de Division 2
- Association sportive jeunes tahitiens
- AS Tiare Tahiti
- AS Central Sports

## Compétition

### Première phase
Le barème utilisé pour établir le classement est le suivant :
- Victoire : 4 points
- Match nul : 2 points
- Défaite : 1 point

En cas d'égalité de points, ce sont les résultats des confrontations directes qui sont prises en compte.
Les clubs peuvent obtenir des points de bonus en remplissant certaines conditions concernant les entraîneurs et les arbitres.
| Rang | Équipe                                | Pts  | J  | G  | N | P  | Bp | Bc | Diff |
| ---- | ------------------------------------- | ---- | -- | -- | - | -- | -- | -- | ---- |
| 1    | AS Pirae                              | 53   | 15 | 12 | 2 | 1  | 66 | 14 | +52  |
| 2    | AS Vénus T                            | 50   | 15 | 11 | 2 | 2  | 52 | 21 | +31  |
| 3    | AS Tiare Tahiti                       | 48   | 15 | 10 | 3 | 2  | 47 | 21 | +26  |
| 4    | AS Dragon                             | 41   | 15 | 7  | 5 | 3  | 41 | 29 | +12  |
| 5    | AS Tefana                             | 31   | 15 | 4  | 4 | 7  | 24 | 31 | -7   |
| 6    | AS Manu-Ura                           | 30-4 | 15 | 5  | 4 | 6  | 20 | 23 | -3   |
| 7    | AS Taravao ACP                        | 29-2 | 15 | 5  | 1 | 9  | 23 | 42 | -19  |
| 8    | AS Olympique de Mahina P              | 25   | 15 | 3  | 1 | 11 | 19 | 48 | -29  |
| 9    | AS Central Sports                     | 23   | 15 | 2  | 2 | 11 | 23 | 46 | -23  |
| 10   | Association sportive jeunes tahitiens | 22-2 | 15 | 1  | 6 | 8  | 20 | 38 | -18  |

|  | Qualification pour la Ligue des champions de l'OFC 2021 |
|  | T : Tenant du titre P : Promu de Division 2             |

- Points de pénalités indiqués en rouge.

## Bilan de la saison
| Championnat de Polynésie française de football 2019-2020 |                     |
| Champion                                                 | AS Pirae (9e titre) |
| Coupes et trophées                                       |                     |
| Vainqueur de la Coupe de Polynésie française 2019-2020   | non disputée        |
| Qualifications continentales                             |                     |
| Ligue des champions de l'OFC 2021                        | AS Pirae            |
| Ligue des champions de l'OFC 2021                        | AS Vénus            |
| Promotions et relégations                                |                     |
| Promus en Ligue Mana                                     | AS Excelsior        |
| Promus en Ligue Mana                                     | AS Arue             |
| Promus en Ligue Mana                                     | AS Mataiea          |
| Relégués en Division 2                                   | aucun               |